# 稻葉良通
稻葉良通（いなば よしみち）（1515年（永正12年）—1589年（天正16年））或稱稻葉一鐵，日本戰國時代至安土桃山時代時期武將，美濃国曽根城主。历任斋藤氏、织田氏、丰臣氏家臣。幼名六郎。通稱彥六（四）郎。官位：從三位、法印、伊予守。子嗣：稻葉重通、稻葉貞通、稻葉方通。与安藤守就、氏家直元并称为西美濃三人衆。法号一鉄（いってつ）。

## 生平

### 出身
一般认为其祖父稲葉通貞（塩塵）出身伊予国豪族河野氏，后流落至美濃成为该地土豪。也有说法是，他与安藤氏是同一家族，是伊贺氏的后裔。
永正12年（1515）美濃國人稻葉通則所生第六子。年少時為崇福寺和尚，師從快川紹喜。大永5年（1525）父親、5名兄長在對壘淺井亮政的牧田之戰中全數戰死，良通還俗並繼承家督，由爺爺稻葉通貞與叔父稻葉忠通擔任後見人，移居曾根城。

### 土岐・斎藤氏时期
天文末年出仕土岐賴藝及繼承土岐氏的齋藤3代，是西美濃三人眾當中能力最強的一人。永禄4年（1561年）的森部之戦，永祿5年（1562年）的輕海之戦，都活躍於抵抗織田信長侵攻的戰役中。
永禄6年（1563年）西美濃三人衆共同向斋藤龍興进行諫言，但未被其采纳，翌年竹中重治与安藤守就连结，占据了稲葉山城。其后西美浓三人众与竹中重治方面，一度与斋藤龙兴和解，又在不久后的永禄10年成為信長的內應，改仕信長。

### 织田氏时期
永祿10年（1567）正式出仕信長，永禄11年（1568年）、擔任信長上洛的第1隊、圍攻和田山城（観音寺城之戦）。永禄12年（1569年）伊勢国大河内城之戰、元龜元年（1570年）的金崎之戰均有參戰、並與近江國金森城的守将一同擊退一向一揆勢的進犯。元龜元年（1570）姊川之戰擔任橫山城包圍隊。之後在近江、攝津、伊勢、越前等地轉戰，給予美濃清水城。
石山合戰、伊勢長島一向一揆、長篠之戰、加賀一向一揆參加，戰功卓著。天正2年（1574）出家，法號一鐵。
天正7年（1579年）、將家督與曾根城讓給嫡子貞通、移居美濃清水城。

### 丰臣氏时期
天正10年（1582）信長死於本能寺之變。被信長流放的安藤守就策畫要成為獨立的美濃大名，派兵親自攻擊稻葉良通舊領北方城，遭守軍擊潰，守就一族全部被殺。
良通之後跟從織田家中地位上升的羽柴秀吉。後來參與了天正11年（1583）的賤岳之戰，以及隔年（1584）的小牧長久手之戰（最後一次出戰記錄）。
天正13年（1585）秀吉改姓豐臣，就任關白，良通敘任從三位、法印。3年後（1589）11月9日在居城清水城死去，享年75。由次子貞通繼承家業。
天正15年（1587年）、迎接了从岛津攻伐凱旋而还的丰臣秀吉，并在大坂城山里丸茶室招待了他。
天正16年（1588年）11月19日、在美濃清水城去世。享年74岁。

## 人物性格

### 典故
因為他性格極其頑固，成為日本人比喻頑固者「一徹」的語源。

### 稻叶良通与本能寺之変的关系
他是明智光秀的重臣斎藤利三的岳父和前主人，元亀元年斎藤利三被调到明智光秀手下。此外，天正10年，在斋藤利三的干涉下、当那波直治被从稻叶处调任而走时，稻叶氏提起了诉讼。信长命令光秀归还这个家臣，但光秀拒绝了，信长抓住他的头髻，将他推开。 天正10年（1582年）5月27日，也就是事变发生的四天前，在信长的干预下光秀归还了直治，并命令斋藤利三切腹。（记载于《稲葉家文書》《日本外史》）。
1. ↑  Rai, San'yō. . Iwanami bunko Kaiyaku dai9satsu hakkō. Tōkyō: Iwanami shoten. 1994. ISBN 978-4-00-302312-9. 缺少或|title=为空 (帮助)